# Chibabel

Chibabel é uma vila localizada no distrito de Guijá, na província de Gaza de Moçambique.